# Воренсбург (Илиноис)
Воренсбург (енгл. Warrensburg) град је у америчкој савезној држави Илиноис.

## Демографија
По попису из 2010. године број становника је 1.210, што је 79 (-6,1%) становника мање него 2000. године.
| Група             | 2000.         | 2010.         |
| Белци             | 1.254 (97,3%) | 1.175 (97,1%) |
| Афроамериканци    | 8 (0,6%)      | 9 (0,7%)      |
| Азијати           | 3 (0,2%)      | 4 (0,3%)      |
| Хиспаноамериканци | 6 (0,5%)      | 7 (0,6%)      |
| Укупно            | 1.289         | 1.210         |